# Ciorbă de fasole boabe
Ciorba de fasole boabe este o specialitate culinară românească fiind și foarte populară în perioadele de post religios. Se găsesc multe variații în pregătirea ei în diferitele regiuni ale României. Multe gospodării casnice au propriile lor rețete. 

## Rețeta

### Ingrediente
Este nevoie de: fasole boabe (400 g) și pentru gătit zarzavat de supă precum 1-2 frunze de dafin, în plus: puțin ulei, o ceapă, un ardei gras roșu, 1-2 roșii, un morcov mic, verdețuri (cimbru și de exemplu leuștean, mărar, pătrunjel, chiar tarhon), 1 l de apă sau supă de legume, sare, piper negru și borș după gust.

### Mod de preparare
1. Fasolea bine înmuiată (circa 8-12 ore) în apă rece peste noapte se limpezește și se pune la fiert tot în apă rece. Când apa dă în clocot, se ia de pe foc, se scurge și se limpezește într-o sită, sub jet de apă rece. Se adaugă din nou fasolea în oală, se acoperă cu apă rece și se pune din nou la fiert până boabele de fasole sunt gata, adăugând 1-2 frunze de dafin și zarzavat de supă. (Mai ușor, dar nu astfel de savuros, este prepararea cu fasole din conservă, și ele bine limpezite.)
2. Între timp se încinge puțin ulei într-o tigaie și se adaugă, tăiat mărunt, ceapa, ardeiul gras roșu, roșiile, morcovul și puțină sare. 
3. Se scoate zarzavatul de supă și se adaugă legumele prăjite, verdeața după gust și se potrivește cu sare, piper negru și borș. În sfârșit se stinge focul și se acoperă pentru 10 minute să se infuzeze verdeața. Ciorba poate fi îngroșată cu 1-2 lingurițe de făină (dizolvată în apă rece).

## Variațiuni (selecție)
- Ciorbă de fasole boabe cu suc de roșii[5]
- Ciorbă de fasole boabe cu afumătură și tarhon (Ardeal) [6]
- Ciorbă de fasole boabe cu ciolan afumat, costiță sau cârnați[7]
- Ciorbă de fasole boabe cu perișoare[8]